# Churrasca
La churrasca es un tipo de pan típico de Chile, elaborado a base de harina y generalmente cocinada a la plancha o asada.

## Origen
Si bien la historia de su origen no está oficializado, la teoría más extendida plantea que una persona, mientras preparaba esta masa, se quemó por accidente y habría exclamado «¡Ay, churrasca!», como eufemismo de «chucha».
Una teoría alternativa plantea que «churrasca» proviene de «churrasco» y quizás su nombre se deba a que se cocina a las brasas.

## Descripción
Con variaciones en las proporciones según la receta, los ingredientes de la churrasca son harina, polvos de hornear, sal, manteca o mantequilla, bicarbonato y agua fría. En la cocina de la cultura colla, también lleva leche.
La churrasca se prepara en sartén, lata, piedras calientes, parrillas de carbón, a las brasas o tejas rústicas. Suele ser servido con queso, jamón, palta, margarina o con ave mayo (pasta de pollo con mayonesa).
Según el crítico gastronómico chileno Augusto Merino (Ruperto de Nola), la misma receta en Italia se llama piadina y es horneada en chimeneas abiertas con moldes redondos de cerámica de 20 centímetros de diámetro.

## Impacto cultural
En el marco del aniversario de la fundación de la ciudad de Talca en Chile, el 12 de mayo de 2021, el chef Rubén Tapia y la Fundación Callana establecieron informalmente el «día de la churrasca talquina». Dos años más tarde, la Cámara de Diputadas y Diputados aprobó un proyecto de ley que solicita al presidente de la República decretar el 12 de mayo como «Día Nacional de la Churrasca».
Si bien el proyecto no fuerza la promulgación, el sector turístico talquino celebra anualmente la fecha instaurada por la fundación con apoyo institucional. La edición de 2024, realizada en el Centro Regional de Abastecimiento, reunió más de mil visitantes.
La churrasca también ha sido destacada como parte de la cocina típica de la macrozona norte chilena y la gastronomía colla.